# Chilo psammathis
Chilo psammathis là một loài bướm đêm trong họ Crambidae.